# Kroatischer Kanu-Verband
Der Kroatische Kanu-Verband (HKS) ist der organisierte Dachverband für den Kanusport in Kroatien. Für das Jahr 2011 zählte der Verband 1223 registrierte Kanuten und 30 Kanu-Vereine. Der Sitz des Verbandes befindet sich in Zagreb. Der HKS-Präsident ist Petar Lovrić.

## Verbandsgeschichte
Der Kroatische Kanu-Verband wurde am 26. August 1939 in Zagreb gegründet. Mitglied in der ICF wurde der Verband am 31. Oktober 1992. Am 11. Dezember 1993 erfolgte die Mitgliedschaft im ECA.

## Vereine
- KKK "BELIŠĆE" aus Belišće
- KKK "HRVATSKA KOSTAJNICA" aus Hrvatska Kostajnica
- KKK "ILOK" aus Ilok
- KKRK "BURA" PODGRAĐE aus Kostanje
- RKKK "VELIKI BUK" aus Obrovac
- RK "CETINA" aus Omiš
- KKK "KUPA" aus Petrinja
- KKK "POKUPSKO" aus Pokupsko
- KKK "LABUD" aus Prelog
- KKK "RAB ‘83" aus Rab
- KKK "ROGOTIN" aus Rogotin
- KKK "MRAČAJ" aus Runovići
- KKK "ODRA" aus Sisak
- RK "SISAK" aus Sisak
- KKK "MARSONIA" aus Slavonski Brod
- KKK "ORIOLIK" aus Slavonski Kobaš
- KKRK "ADVENTURE" aus Split
- KKRK "DELTA SPORT" aus Split
- RK "CETINA RAFT-SLIME" aus Split
- KKK "VARTEKS" aus Varaždin
- RK "MATIS DIVLJA VODA" aus Varaždin
- KKK "VINKOVCI" aus Vinkovci
- KAJAKAŠKI SAVEZ VUKOVARSKO SRIJEMSKE ŽUPANIJE aus Vinkovci
- HKKK "VUKOVAR '91" aus Zagreb
- KKK "ZAGREB" aus Zagreb
- KAJAKAŠKI SAVEZ aus Zagreb
- KKK "JARUN" aus Zagreb
- KKK "KONČAR" aus Zagreb
- KKK "MATIJA LJUBEK" aus Zagreb
- KK "VIDRA" aus Zagreb